# Ti penso e cambia il mondo
Ti penso e cambia il mondo (с итал. — «Думаю о тебе, и мир меняется») — песня итальянского певца и киноактёра Адриано Челентано, которая была выпущена 13 января 2012 года как третий сингл с альбома Facciamo finta che sia vero.

## Описание
Авторы музыки — Стивен Липсон (музыкант и продюсер таких артистов, как Пол Маккартни, The Rolling Stones и Энни Леннокс) и Маттео Саджезе (работал с Селин Дион), автор текста — певец Джино Де Крешенцо (Пачифико). Композиция представляет собой балладу о любви, которая в состоянии изменить взгляды на мир.
18 февраля 2012 года Адриано Челентано и Джанни Моранди вживую исполнили данную песню на закрытии фестиваля итальянской песни «Сан-Ремо». Этим же дуэтом песня была исполнена и на концерте Челентано Rock Economy, который прошёл в октябре 2012 года.
Гармонические обороты песни частично позаимствованы из Прелюдии № 20 Фредерика Шопена. Однако 15 октября 2012 года на официальном сайте Челентано появилась запись, поясняющая, что произведение Шопена является общественным достоянием, поэтому его «цитирование» не может рассматриваться как нарушение авторских прав.

## Список композиций
1. «Ti penso e cambia il mondo» — 04:25.

## Классификации
| Чарт (2012) | Наивысшая позиция |
| ----------- | ----------------- |
| Италия      | 9                 |